# Impatiens betongensis
Impatiens betongensis är en balsaminväxtart som beskrevs av William Grant Craib. Impatiens betongensis ingår i släktet balsaminer, och familjen balsaminväxter. Inga underarter finns listade i Catalogue of Life.